# 목포 정명여자중학교 구 선교사 사택
목포 정명여자중학교 구 선교사 사택(木浦 貞明女子中學校 舊 宣敎師 舍宅)은 대한민국 전라남도 목포시에 있는 일제강점기의 건축물이다. 2003년 6월 30일 대한민국의 국가등록문화재 제62호로 지정되었다.

## 개요
이 건물은 미국 장로교의 선교사 자택으로 건립되었으며, 1990년까지 교장 사택으로 사용되다가 현재 정명여자고등학교의 100주년 기념관과 음악실로 사용되고 있다. 당시 일반적으로 이용되던 붉은 벽돌이 아니라 이 지역에서 나는 화강석으로 지은 것이 특징이다. 현재 남아 있는 목포의 석조 건물 중 건립 연도가 가장 이르며, 인접한 목포의 석산에서 캐온 석재를 정교하게 가공하여 모더니즘 건축 양식으로 지어졌다.

## 같이 보기
- 목포정명여자중학교

## 참고 자료
- 목포 정명여자중학교 구 선교사 사택 - 국가유산청 국가유산포털